# Ribera del Fresno
Ribera del Fresno è un comune spagnolo di 3 395 abitanti situato nella comunità autonoma dell'Estremadura, comarca Tierra de Barros.